# Michael Weinig AG
Die Michael Weinig AG in Tauberbischofsheim war laut eigenen Angaben im Jahr 2015 der weltweit größte Hersteller von Maschinen und Systemen in der Massivholzbearbeitung.

## Geschichte

### Gründung
Die Firma Weinig wurde von Michael Weinig 1905 als Handels- und Fertigungsbetrieb gegründet. Während des Zweiten Weltkriegs kam die Produktion der Firma zum Erliegen.

### Wiederaufbau nach dem Zweiten Weltkrieg
1945 wurde das stillliegende Unternehmen unter Bertold Weinig wieder aufgebaut. 1947 wurde die Produktion auf Holzbearbeitungsmaschinen umgestellt. Bereits 1948 führte Weinig als erstes Unternehmen seiner Branche die Serienfertigung ein. 1973 wechselte die Firma auf die Rechtsform einer GmbH & Co. KG. 1983 kam es zur Umwandlung des Unternehmens in eine GmbH.

### Börsennotierung und Übernahme
1988 wurde das Unternehmen in eine Aktiengesellschaft umgewandelt. Die Michael Weinig AG war von 1989 bis 2002 börsennotiert und gehört bereits seit 1984 mehrheitlich kuwaitischen Investoren.

## Unternehmensstruktur

### Weinig-Gruppe
Unter dem Markennamen Weinig bieten mehrere Einzelunternehmen eine Produktpalette an, die die gesamte Prozesskette in der Massivholzbearbeitung abdeckt. Dazu gehören Hersteller von Längskreissägen, Vielblattsägen und Trennbandsägen (Raimann Holzoptimierung GmbH & Co. KG), Kappsägen und Verleimpressen (Weinig Dimter GmbH & Co. KG), Hochgeschwindigkeitshobelmaschinen (Michael Weinig AG), Keilzinkenanlagen und Doppelendprofilern (Weinig Grecon GmbH & Co. KG) und Scannern (LuxScan Technologies). Außerdem werden Anlagenprojekte konzipiert und vertrieben. Der Bereich Holzwerkstoff wird durch HOLZ-HER als eigenständige Marke vertreten.

### Niederlassungen und Standorte
Weinig produziert in Deutschland, Österreich, Luxemburg, den USA und der Volksrepublik China und vermarktet seine Produkte weltweit. Mit 30 Tochtergesellschaften und Niederlassungen ist WEINIG in Europa, Amerika, Asien sowie in Australien vertreten.

## Produkte
Das Unternehmen entwickelt und produziert Maschinen und Anlagen für die Massivholz verarbeitende Industrie und das Handwerk. Dazu gehören Hobel- und Kehlautomaten, Fensterbearbeitungscenter, Werkzeugschleifmaschinen, Vierseitenhobelmaschinen, Sondermaschinen und Automatisierungen. Unter dem Markennamen Weinig werden außerdem Vielblattsägen, Kappsägen, Verleimpressen, Hochgeschwindigkeitshobelmaschinen, Trennbandsägen, Keilzinkenanlagen, Doppelendprofiler, Scanner, Steuerungssysteme und komplette Anlagenprojekte konzipiert und vertrieben. Unter dem Markennamen HOLZ-HER werden Kantenanleimmaschinen, CNC-Bearbeitungszentren, Horizontale Druckbalkensägen und Vertikale Plattenaufteilsägen vertrieben.